# Belfast (2021)
Belfast ist ein Filmdrama von Kenneth Branagh, das im September 2021 beim Telluride Film Festival seine Premiere feierte und am 24. Februar 2022 in die deutschen Kinos kam. Im Rahmen der Oscarverleihung 2022 erhielt der Film insgesamt sieben Nominierungen, darunter als bester Film und Kenneth Branagh für die beste Regie. Zudem wurde er mit dem Oscar für das beste Originaldrehbuch ausgezeichnet.

## Handlung
Der neunjährige Buddy lebt zusammen mit seinen Eltern und seinem älteren Bruder Will Ende der 1960er Jahre in Belfast. Sein Spielplatz sind die Gassen des Arbeiterviertels, in dem sie alle geboren wurden und auch zu sterben hoffen. Um den Lebensunterhalt seiner Familie zu bestreiten, muss der Vater zwischen Belfast und England, wo die Bezahlung besser ist, hin und her pendeln. Daher ist er für zwei Wochen jedes Monats weg und überlässt einen Großteil der Kindererziehung seiner Frau, aber auch die in der Nähe wohnenden Großeltern prägen Buddy.
Im August 1969 wird Buddy Zeuge, wie Protestanten im Zuge des Nordirlandkonflikts durch das größtenteils katholische Wohnviertel ziehen und randalieren. Zwar können die Kämpfe durch Einschreiten der Armee unterbunden und die Konfliktparteien durch Straßensperren samt Personenkontrollen voneinander getrennt werden, doch Buddy sieht sich fortan mit einem innerlichen Konflikt konfrontiert: seine eigene Familie ist protestantisch, hat aber viele Freunde unter den katholischen Nachbarn und ist an einer Eskalation nicht interessiert. Von seinem Vater bekommt Buddy gepredigt, Menschen nur nach ihrem Charakter und nicht nach ihrer Konfession einzuordnen. So fühlt er sich auch weiterhin dazu ermutigt, seiner katholischen Mitschülerin Catherine seine Liebe zu gestehen.
Währenddessen gerät die Familie durch Sportwetten des Vaters und einen abzubezahlenden Kredit in immer größere finanzielle Not. Buddys Vater spielt mit dem Gedanken, mit seiner Familie nach Sydney oder Vancouver zu ziehen, da Arbeitern in den Commonwealth-Ländern unter anderem kostenlose Wohnhäuser zur Verfügung gestellt werden. Auch Billy Clanton, ein Mitglied der protestantischen Bewegung, spielt für die Auswanderungsgedanken des Vaters eine maßgebliche Rolle. Billy sieht die Nähe der Familie zu Katholiken als eine Gefahr und fordert den Vater auf, sich der eigenen Protestbewegung anzuschließen, andernfalls drohe Gewalt. Als Buddys Vater in England schließlich ein besser bezahlter Job in Aussicht gestellt wird, kann er auch seine in Belfast stark verwurzelte Frau von einem Umzug überzeugen. Einzig Buddy stellt sich quer, möchte er doch nicht seine Freunde, seine Großeltern und Catherine verlassen.
Buddy wird von seiner Cousine Moira überzeugt, in einem Süßigkeitengeschäft Ladendiebstahl zu begehen. Als er Moira in einer darauffolgenden Befragung bei der Polizei nicht verrät, nimmt diese ihn zu ihrer „geheimen Bande“ – protestantischen Randalierern – mit. Als die Meute einen Supermarkt plündert, bekommt auch Buddys Mutter etwas von den erneuten Ausschreitungen mit und zwingt ihren Sohn dazu, das Diebesgut zurückzugeben. Dies ruft wiederum Billy Clanton auf den Plan, der die Familie als menschlichen Schutzschild gegenüber der eintreffenden Polizei benutzt. Buddys eintreffender Vater kann den Geiselnehmer überwältigen, und Billy wird von den Einsatzkräften abgeführt. Trotzdem fühlt sich die Familie in Belfast nicht mehr sicher. Als auch noch Buddys Großvater krankheitsbedingt verstirbt, fällt der Entschluss, nach England zu ziehen. Buddy verabschiedet sich von Catherine und verlässt Belfast zusammen mit seiner Familie per Bus; einzig seine Großmutter bleibt noch in der Stadt zurück.

## Produktion

### Filmstab und Biografisches
Regie führte Kenneth Branagh, der auch das Drehbuch schrieb. Es handelt sich bei Belfast, den Branagh selbst als „autofiktional“ bezeichnet, um seinen bislang persönlichsten Film, weil dieser autobiografisch geprägt ist und von der Kindheit des Regisseurs in Belfast erzählt. Betrachtet werden die Geschehnisse durch die Augen eines neunjährigen, filmverrückten Kindes. Branagh wurde 1960 in Belfast geboren, seine Familie zog jedoch nach England, als er selbst sich in diesem Alter befand. Zu seiner Kindheit dort als Teil einer Großfamilie erklärte der Regisseur: „Wir hörten ausgiebig Radio, hörten ausgiebig Schallplatten und schauten uns ausgiebig Filme an und wenn wir das nicht taten, besuchten wir uns gegenseitig.“

### Besetzung und Dreharbeiten

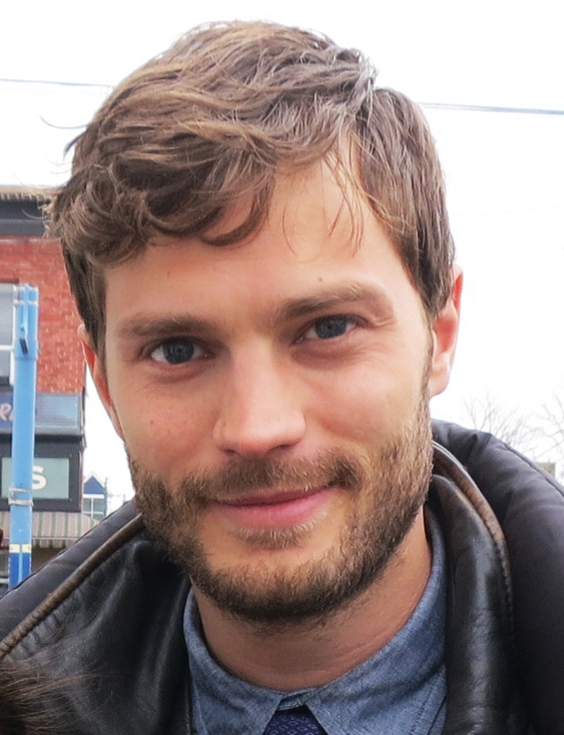
Jamie Dornan spielt Pa

Der Nachwuchsschauspieler Jude Hill spielt den neunjährigen Buddy. Jamie Dornan und Caitríona Balfe spielen seine Eltern, Ciarán Hinds und Judi Dench seine Großeltern. Dench hatte zuvor in Branaghs Film Artemis Fowl gespielt, ebenso Lara McDonnell, die im Film Buddys Cousine Moira verkörpert. Lewis McAskie spielt dessen älteren Bruder Will. Michael Maloney spielt in einem Cameo-Auftritt Frankie West. Der im November 2020 verstorbene britische Schauspieler John Sessions ist im Film in seiner letzten Rolle zu sehen und spielt den Belfaster Bühnenschauspieler Joseph Tomelty in A Christmas Carol.
Gedreht wurde ab Anfang September 2020, größtenteils in Belfast im Freien. Als Kameramann fungierte wie bei Mord im Orient Express und Artemis Fowl Haris Zambarloukos. Der Film wurde größtenteils in Schwarzweiß gedreht. Farbe wird lediglich in einzelnen Szenen verwendet, in denen sich die Protagonisten aus dem Belfaster Alltag in Fantasiewelten flüchten, so bei gemeinsamen Besuchen der Filme Eine Million Jahre vor unserer Zeit und Chitty Chitty Bang Bang im Kino oder bei einer Aufführung von A Christmas Carol im Theater.

### Verwendete Musik und Veröffentlichung
Der Film verwendet überwiegend Musik des nordirischen Singer-Songwriters Van Morrison, der acht alte und den neuen Song Down to Joy beigesteuert hat, der für den Oscar und den Golden Globe 2022 nominiert wurde.
Die Weltpremiere erfolgte Anfang September 2021 beim Telluride Film Festival. Ebenfalls im September 2021 wurde er beim Toronto International Film Festival gezeigt. Anfang Oktober 2021 wurde der Film beim Filmfest Hamburg gezeigt. Ebenfalls im Oktober 2021 wurde er beim Chicago International Film Festival vorgestellt. Der Kinostart in den USA erfolgte am 12. November 2021. Im Vereinigten Königreich erfolgte der Start am 21. Januar 2022, in Deutschland und in der Deutschschweiz am 24. Februar 2022. Am 25. Februar 2022 startete der Film in den irischen Kinos. Im Juni 2022 wurde er beim Filmfest Emden-Norderney gezeigt. Im August 2022 wurde er beim Open Air des Fünf Seen Filmfestivals vorgestellt. Im März 2023 erfolgten Vorstellungen im Rahmen der SchulKinoWochen in Bayern. Die weltweiten Rechte des Films liegen bei Focus Features.

## Rezeption

### Altersfreigabe
In den USA wurde der Film von der MPAA als PG-13 eingestuft. In Deutschland wurde der Film von der FSK ab 12 Jahren freigegeben. In der Freigabebegründung heißt es, da der Film zwar Straßenschlachten und Gewalt zeige, aber auf drastische Bilder verzichte und immer wieder harmonische Passagen die dramatischen Momente ablösten, könnten ab 12-Jährige bereits mit dem Film umgehen.
Antje Wessels erklärt, generell profitiere Belfast im Gesamten von der strengen Konzentration auf Buddys Kinderaugen, durch die das Publikum die Ereignisse miterlebt, was das Drama seinem Genre zum Trotz weitaus weniger dramatisch wirken lasse, als es die Prämisse andeutet. Wirklich harte Szenen der verbalen Gewaltandrohung oder auch der ausgeübten Zerstörung, wenn die gesellschaftspolitischen Spannungen in der Nachbarschaft eskalieren, existierten nur in den wenigen Szenen abseits von Buddys Wahrnehmung.

### Kritiken und Einspielergebnis
Der Film konnte bislang 86 Prozent der bei Rotten Tomatoes aufgeführten Kritiker überzeugen bei einer durchschnittlichen Bewertung mit 7,8 von 10 möglichen Punkten und erhielt auf Metacritic einen Metascore von 75 von 100 möglichen Punkten. Hierbei wurde Belfast immer wieder mit anderen autobiografisch geprägten, in Schwarzweiß gedrehten Filmen wie Roma und Cold War verglichen.
Thomas Schultze von Blickpunkt:Film traute Belfast zu, bei der Oscarverleihung 2022 ein Wörtchen mitzureden, und wie der Film angesichts alltäglicher Bedrohung von Lebensfreude erzähle, in einer Welt, wie man sie aus den Romanen von Roddy Doyle kenne, lasse einen sofort verstehen, warum er den Publikumspreis in Toronto gewonnen habe. Belfast sei mit intensiven Momenten angefüllt, so Schultze, und hebt einzelne Szenen hervor, so wenn der großartig von Ciarán Hinds gespielte Großvater Lebensweisheiten verbreitet, während er im Plumpsklo sitzt, oder Buddy sich freut, wenn er in der Schule wegen guter Noten weiter nach vorne und damit näher an seine heimliche erste Liebe gesetzt wird.
Pete Hammond schrieb bei Deadline.com, Belfast sei ohne Zweifel einer der besten Filme des Jahres, hob dabei die atemberaubende Schwarzweiß-Kinematografie von Haris Zambarloukos und das äußerst beeindruckende Szenenbild von Jim Clay hervor und erklärte, es stehe außer Frage, dass auch die verwendete Musik des Belfasters Van Morrison den Sound und das Gefühl dieses großartigen Films erheblich verbessert habe.
Auch Stephen Farber von The Hollywood Reporter erklärte, diese Zeit der Unruhen in Nordirland würde von Branagh, Zambarloukos und Clay eloquent heraufbeschworen, doch stelle es aus US-amerikanischer Sicht als ein größeres Problem des Films dar, dass er einfach nicht genügend Hintergrundinformationen zu den Unruhen liefert. Einige Zuschauer erinnerten sich vielleicht noch an die Geschichte, andere bräuchten aber wahrscheinlich einen Auffrischungskurs. Auch wenn Branagh in Belfast ein paar Ausschnitte aus Fernsehnachrichten verwendet, reichten diese nicht aus, das fehlende Hintergrundwissen auszufüllen. Zudem sei der starke irische Brogue, den die Hauptfiguren sprechen, für amerikanische Ohren nicht immer leicht zu verstehen, weshalb der Film definitiv von Untertiteln profitieren würde.
Die weltweiten Einnahmen des Films aus Kinovorführungen belaufen sich auf 49,4 Millionen US-Dollar. In Deutschland verzeichnete er 189.560 Besucher.

### Auszeichnungen (Auswahl)
Im März 2022 wurde Belfast von kinofenster.de als „Film des Monats“ präsentiert. Im Folgenden eine Auswahl von Auszeichnungen und Nominierungen.
American Society of Cinematographers Awards 2022
- Nominierung für die Beste Kamera – Kinofilm (Haris Zambarloukos)[39]

British Academy Film Awards 2022
- Nominierung als Bester Film
- Auszeichnung als Bester britischer Film
- Nominierung für das Beste Originaldrehbuch (Kenneth Branagh)
- Nominierung als Beste Nebendarstellerin (Caitríona Balfe)
- Nominierung als Bester Nebendarsteller (Ciarán Hinds)

British Independent Film Awards 2021
- Nominierung als Beste Schauspielerin (Caitríona Balfe)
- Nominierung als Beste Nebendarstellerin (Judi Dench)
- Nominierung als Bester Nebendarsteller (Ciarán Hinds)
- Nominierung als Bester Nachwuchsdarsteller (Jude Hill)
- Nominierung für die Beste Kamera (Haris Zambarloukos)
- Nominierung für den Besten Filmschnitt (Úna Ní Dhonghaíle)
- Nominierung für die Besten Kostüme (Charlotte Walter)
- Nominierung für das Beste Make-Up & Hair Design (Wakana Yoshihara)
- Nominierung für die Beste Ausstattung (Jim Clay)
- Nominierung für die Beste Filmmusik (Van Morrison)
- Nominierung für das Beste Casting (Lucy Bevan und Emily Brockmann)[40]

Critics’ Choice Movie Awards 2022
- Nominierung als Bester Film
- Nominierung als Bester Nebendarsteller (Jamie Dornan)
- Nominierung als Bester Nebendarsteller (Ciarán Hinds)
- Nominierung als Beste Nebendarstellerin (Caitríona Balfe)
- Auszeichnung als Bester Jungdarsteller (Jude Hill)
- Auszeichnung als Bestes Schauspielensemble
- Nominierung für die Beste Regie (Kenneth Branagh)
- Auszeichnung für das Beste Originaldrehbuch (Kenneth Branagh)
- Nominierung für die Beste Kamera (Haris Zambarloukos)
- Nominierung für den Besten Schnitt (Úna Ní Dhonghaíle)
- Nominierung für das Beste Szenenbild (Jim Clay und Claire Nia Richards)

David di Donatello 2021
- Auszeichnung als Bester ausländischer Film

Directors Guild of America Awards 2022
- Nominierung für die Beste Regie – Spielfilm (Kenneth Branagh)[41]

Europäischer Filmpreis 2022
- Nominierung für das Beste Drehbuch (Kenneth Branagh)
- Auszeichnung mit dem Excellence Award für das Beste Szenenbild (Jim Clay)
- Auszeichnung mit dem Excellence Award für die Besten Kostüme (Charlotte Walter)[42]

Golden Globe Awards 2022
- Auszeichnung für das Beste Drehbuch (Kenneth Branagh)
- Nominierung als Bester Film
- Nominierung für die Beste Regie (Kenneth Branagh)
- Nominierung als Bester Nebendarsteller (Jamie Dornan)
- Nominierung als Bester Nebendarsteller (Ciarán Hinds)
- Nominierung als Beste Nebendarstellerin (Caitríona Balfe)
- Nominierung als Bester Song (Down to Joy, Van Morrison)

Golden Reel Awards 2022
- Nominierung in der Kategorie Achievement in Sound Editing – Feature Effects / Foley[43]

Internationales Filmfestival von Stockholm 2021
- Auszeichnung mit dem Publikumspreis[44]

Irish Film and Television Awards 2022
- Nominierung als Bester Film
- Nominierung für die Beste Regie (Kenneth Branagh)
- Auszeichnung für das Beste Drehbuch (Kenneth Branagh)
- Nominierung als Bester Hauptdarsteller (Jude Hill)
- Auszeichnung als Bester Nebendarsteller (Ciarán Hinds)
- Nominierung als Bester Nebendarsteller (Jamie Dornan)
- Nominierung als Beste Nebendarstellerin (Caitríona Balfe)
- Nominierung für den Besten Filmschnitt (Úna Ní Dhonghaíle)
- Nominierung für das Beste Make-up und die besten Frisuren (Sian Wilson)
- Nominierung für die Beste Filmmusik (Van Morrison)[45][46]

London Critics’ Circle Film Awards 2021
- Nominierung als Bester Film
- Nominierung als Bester britischer Film
- Nominierung als Bester Nebendarsteller (Ciarán Hinds)
- Nominierung als Bester britischer Nachwuchsdarsteller (Jude Hill)[47]

National Board of Review Awards 2021
- Auszeichnung als Bester Nebendarsteller (Ciarán Hinds)
- Aufnahme in die Top-Ten-Filme[48]

Online Film Critics Society Awards 2022
- Nominierung als Bester Film
- Nominierung als Bester Nebendarsteller (Ciarán Hinds)
- Nominierung für das Beste Originaldrehbuch
- Nominierung für den Besten Schnitt[49]

Oscarverleihung 2022
- Nominierung als Bester Film (Laura Berwick, Kenneth Branagh, Becca Kovacik und Tamar Thomas)
- Nominierung für die Beste Regie (Kenneth Branagh)
- Auszeichnung für das Beste Originaldrehbuch (Kenneth Branagh)
- Nominierung als Beste Nebendarstellerin (Judi Dench)
- Nominierung als Bester Nebendarsteller (Ciarán Hinds)
- Nominierung als Bester Song (Down to Joy, Van Morrison)
- Nominierung für den Besten Ton (Denise Yarde, Simon Chase, James Mather und Niv Adiri)

Palm Springs International Film Festival 2022
- Auszeichnung mit dem Vanguard Award[50]

Producers Guild of America Awards 2022
- Nominierung als Bester Kinofilm (Laura Berwick, Kenneth Branagh, Becca Kovacik und Tamar Thomas)[51]

Satellite Awards 2021
- Auszeichnung als Bester Film
- Nominierung für die Beste Regie (Kenneth Branagh)
- Auszeichnung für das Beste Originaldrehbuch (Kenneth Branagh)
- Nominierung als Bester Nebendarsteller (Ciarán Hinds)
- Nominierung als Bester Nebendarsteller (Jamie Dornan)
- Nominierung als Beste Nebendarstellerin (Judi Dench)
- Nominierung als Beste Nebendarstellerin (Caitríona Balfe)
- Nominierung für die Beste Kamera (Haris Zambarloukos)
- Nominierung für den Besten Filmschnitt (Úna Ní Dhonghaíle)
- Nominierung für das Beste Szenenbild (Jim Clay und Claire Nia Richards)
- Nominierung für das Beste Kostümdesign (Charlotte Walter)
- Nominierung als Bester Filmsong (Down to Joy, Van Morrison)
- Nominierung für den Besten Tonschnitt (Simon Chase, James Mather, Denise Yarde und Niv Adiri)[52]

Screen Actors Guild Awards 2022
- Nominierung als Beste Nebendarstellerin (Caitríona Balfe)
- Nominierung als Bestes Schauspielensemble

Toronto International Film Festival 2021
- Auszeichnung mit dem People’s Choice Award[53]

## Synchronisation
Die deutsche Synchronisation entstand nach einem Dialogbuch und der Dialogregie von Christoph Cierpka im Auftrag der FFS Film- & Fernseh-Synchron GmbH, Berlin.
| Darsteller      | Synchronsprecher     | Rolle         |
| --------------- | -------------------- | ------------- |
| Jude Hill       | Ludwig Ott           | Buddy         |
| Jamie Dornan    | Johannes Raspe       | Pa            |
| Lewis McAskie   | Finn Posthumus       | Will          |
| Judi Dench      | Kerstin de Ahna      | Granny        |
| Ciarán Hinds    | Wolfgang Condrus     | Pop           |
| Colin Morgan    | Florian Clyde        | Billy Clanton |
| Michael Maloney | Reinhard Kuhnert     | Frankie West  |
| Lara McDonnell  | Valentina Bonalana   | Moira         |
| Gerard Horan    | Reinhard Scheunemann | Mackie        |